# Xinjiang
Xinjiang (US /ˈʃɪnˈdʒjɑːŋ/), oficial Regiunea Autonomă Xinjiang-Uigură, este o regiune autonomă fără ieșire la mare a Republicii Populare Chineze (RPC), situată în nord-vestul țării, în zona dintre Asia Centrală și Asia de Est. Fiind cea mai mare diviziune la nivel de provincie a Chinei ca suprafață și a opta ca mărime diviziune de administrativă din lume, Xinjiang se întinde pe 1,6 milioane km2 și are aproximativ 25 de milioane de locuitori. Xinjiang se învecinează cu Mongolia, Rusia, Kazahstan, Kârgâzstan, Tadjikistan, Afganistan, Pakistan și India. Lanțurile muntoase accidentate Karakorum, Kunlun și Tian-Șan formează o mare parte din granițele Xinjiangului, precum și regiunile sale de vest și de sud. Regiunile Aksai Chin și Trans-Karakoram Tract, ambele administrate de China, sunt revendicate de India. Xinjiang se învecinează, de asemenea, cu Regiunea Autonomă Tibet și cu provinciile Gansu și Qinghai. Cel mai cunoscut traseu al Drumului Mătăsii îi străbătea teritoriul de la est până la granița de nord-vest.
Regiunea găzduiește o serie de grupuri etnice, inclusiv popoarele turcice uigurii, kazahii și kirghizii, chinezi han, tibetani, hui, tadjici (pamiri), mongoli, ruși și sibe. În Xinjiang există peste o duzină de prefecturi și județe autonome ale minorităților. Lucrările mai vechi se referă adesea la această zonă ca Turkestanul Chinezesc, Turkestanul de Est și Turkistanul de Est.
Xinjiang este împărțit în Bazinul Djungar în nord și Bazinul Tarim în sud de un lanț muntos și doar aproximativ 9,7% din suprafața Xinjiang-ului este potrivită pentru locuire umană.
Cu o istorie documentată de cel puțin 2.500 de ani, o succesiune de popoare și imperii au concurat pentru controlul asupra teritoriului regiunii. Teritoriul a nimerit sub stăpânirea dinastiei Qing în secolul al XVIII-lea, care a fost înlocuită în 1912 de Republica Chineză. După Războiul Civil Chinez (1949), face parte din Republica Populară Chineză. În 1954 a fost înființat Corpul de Producție și Construcție Xinjiang pentru a întări apărarea frontierei împotriva Uniunii Sovietice și pentru a promova economia locală prin așezarea soldaților în regiune. În 1955 Xinjiang a fost făcut din punct de vedere administrativ dintr-o provincie obișnuită o regiune autonomă. În ultimele decenii în Xinjiang s-au găsit rezerve mari de petrol și minerale și în prezent este cea mai mare regiune producătoare de gaze naturale din China.
Din anii 1990 până în anii 2010 mișcarea de independență a Turkestanului de Est, conflictul separatist și influența islamului radical au dus la tulburări în regiune cu atacuri teroriste ocazionale și ciocniri între forțele separatiste și guvernamentale. Aceste conflicte au determinat guvernul chinez să comită o serie de încălcări continue ale drepturilor omului împotriva uigurilor și a altor minorități etnice și religioase din regiune care sunt adesea caracterizate ca genocid.

## Orașe
- Ürümqi (乌鲁木齐市)
- Karamay (克拉玛依市)
- Shihezi (石河子市)
- Tumxuk (图木舒克市)
- Aral (阿拉尔市)
- Wujiaqu (五家渠市)
- Turpan (吐鲁番地区)
- Kumul (哈密地区)
- Hotan (和田地区)
- Aksu (阿克苏地区)
- Kaxgar (喀什地区)
- Tacheng (塔城地区)
- Altay (阿勒泰地区)

## Populație[15]
| Grupa etnică | Nr. populație | Raport în % |
| ------------ | ------------- | ----------- |
| uiguri       | 8.345.622     | 45,21       |
| hani         | 7.489.919     | 40,58       |
| kazahi       | 1.245.023     | 6,74        |
| hui          | 839.837       | 4,55        |
| kirghizi     | 158.775       | 0,86        |
| mongoli      | 149.857       | 0,81        |
| dongxiangi   | 55.841        | 0,3         |
| tadjici      | 39.493        | 0,21        |
| xibi         | 34.566        | 0,19        |
| manciurieni  | 19.493        | 0,11        |
| uzbeci       | 12.096        | 0,066       |
| ruși         | 8.935         | 0,048       |
| miaoi        | 7.006         | 0,038       |
| tibetani     | 6.153         | 0,033       |
| zhuangi      | 5.642         | 0,031       |
| dauri        | 5.541         | 0,03        |
| tătari       | 4.501         | 0,024       |
| salari       | 3.762         | 0,02        |

 Vezi și: Impărțirea administrativă a Chinei